# 倉沢剛
倉沢 剛（くらさわ たかし、1903年9月22日 - 1986年9月4日）は、日本の教育学・教育史学者。

## 経歴
長野県小県郡川辺村（現上田市）生まれ。旧制上田中学（長野県上田高等学校）を出て小学校の代用教員を務めたあと、1927年東京高等師範学校文科卒業。
同年、長野県上田高等女学校教諭。1933年東京文理科大学教育学部卒業、埼玉県女子師範学校教諭。1937年東京女子高等師範学校教諭ならびに同助教授。1944年東京女子高等師範学校教授ならびに同教諭。1952年東京学芸大学教授。1954年から1957年まで、東京学芸大学附属世田谷小学校校長。1957年「米国におけるカリキュラム研究の歴史的考察」で東京文理科大学文学博士。1967年定年退官、専修大学文学部教授。1974年、専修大学を定年退職。
1975年、東京学芸大学名誉教授。1976年、宮中講書始に進講。

## 受賞歴
- 1972年 - 日本学士院賞受賞[1][3]（『小学校の歴史』に対して）
- 1973年 - 勲三等旭日中綬章[1]

## 著書
- 『女子の公民科』成美堂書店 1934
- 『修身科教材研究』成美堂書店 新高等小学講座 1937
- 『修身教材研究』成美堂 1938
- 『女子皇国公民教科書教授資料』東京開成館 1938
- 『総力戦教育の理論』目黒書店 1944
- 『日本家政学』育英出版 1944
- 『近代カリキュラム』正続　誠文堂新光社 1948-50
- 『社会科の基本問題』誠文堂新光社 教育新書 1948
- 『社会科の学習形態』青雲書院 1948
- 『カリキュラム構成』誠文堂新光社 1949
- 『社会科の地方計画 社会科のカリキユラム』明治図書出版社 1949
- 『単元論』金子書房 教育学全書 1950
- 『中等カリキュラム』誠文堂 1950
- 『ガイダンス計画』金子書房 1951
- 『道徳教育論』誠文堂新光社 1951
- 『一人一人を生かす』金子書房 教育文庫 1951
- 『小学校の歴史 第1 (学制期小学校政策の発足過程)』ジャパンライブラリービューロー 1963
- 『小学校の歴史 第2 (小学校政策の模索過程と確立過程)』ジャパンライブラリービューロー 1965
- 『教育学新講』福村出版 1968
- 『学制の研究』講談社 1973
- 『学校令の研究』正続　講談社 1978-80
- 『幕末教育史の研究 1 (直轄学校政策)』吉川弘文館 1983
- 『幕末教育史の研究 2 (諸術伝習政策)』吉川弘文館 1984
- 『米国カリキュラム研究史』風間書房 1985
- 『幕末教育史の研究 3 (諸藩の教育政策)』吉川弘文館 1986
- 『小学校の歴史 3-4 (府県小学校の成立過程)』ジャパン・ライブラリー・ビューロー 1989

### 編共著
- 『皇国公民教科書教授資料』編 東京開成館 1938
- 『小学校の道徳教育』編 学芸図書 1959
- 『公民科の教材研究』北沢種一共著 改進書房 1931

## 論文
- Cinii